# Karl Bernhard (Chemiker)
Karl Bernhard (* 19. Februar 1904 in Winterthur; † 24. August 1993) war ein Schweizer Biochemiker und Direktor des Physiologisch-Chemischen Instituts der Universität Basel.
Bernhard studierte in Genf und Zürich und wurde 1932 in Genf promoviert. Danach war er Assistent am Physiologisch-Chemischen Institut der Universität Zürich, habilitierte sich dort 1938 und war danach Oberassistent und ab 1944 Titularprofessor. 1949 wurde er ordentlicher Professor in Basel. Er war auch Direktor des Schweizer Vitamininstituts. Im Jahr 1958 wurde er zum Mitglied der Leopoldina gewählt.
Sein Hauptarbeitsgebiet war der Fettstoffwechsel, er bearbeitete aber auch Carotinoide.